# 木子甜品

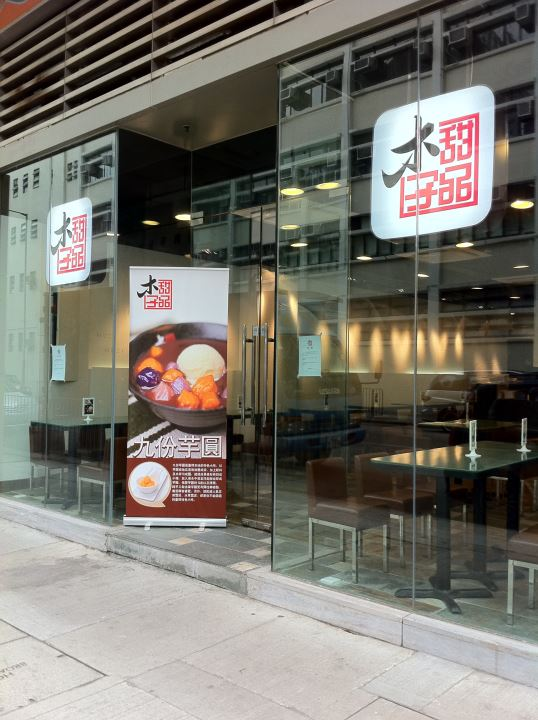
木子甜品大角咀總店

木子甜品（英語：Muzi Dessert）創立於2011年，是一間香港連鎖式甜品店，其中以臺灣地道甜品著名。首家店在2011年9月於九龍大角咀開業，及後擴充，現時香港共有大角咀及荃灣2家分店；並設有中央工場，供應甜品原料。

## 著名甜品
- 九份芋圓
- 手工豆花
- 嫩滑仙草
- 水果撈
- 水晶珠
- 黑磚朱古力

## 外部連結
- 木子甜品網站（存檔於2014年6月1日）
- 飲食男女 854期 新上場 木子甜品 （粵語）